# Рауз (Калифорнија)
Рауз (енгл. Rouse) насељено је место без административног статуса у америчкој савезној држави Калифорнија.

## Демографија
По попису из 2010. године број становника је 2.005.
| Група             | 2000.    | 2010.         |
| Белци             | 0 (0,0%) | 381 (19,0%)   |
| Афроамериканци    | 0 (0,0%) | 101 (5,0%)    |
| Азијати           | 0 (0,0%) | 199 (9,9%)    |
| Хиспаноамериканци | 0 (0,0%) | 1.280 (63,8%) |
| Укупно            | 0        | 2.005         |